# Diplochorella tephrosia
Diplochorella tephrosia är en svampart som först beskrevs av Joseph-Henri Léveillé, och fick sitt nu gällande namn av Theiss. & Syd. 1915. Diplochorella tephrosia ingår i släktet Diplochorella och familjen Mycosphaerellaceae.   Inga underarter finns listade i Catalogue of Life.